# Zygina okata
Zygina okata är en insektsart som beskrevs av Dlabola 1977. Zygina okata ingår i släktet Zygina och familjen dvärgstritar.
Artens utbredningsområde är Iran. Inga underarter finns listade i Catalogue of Life.